# Geheimratsecken

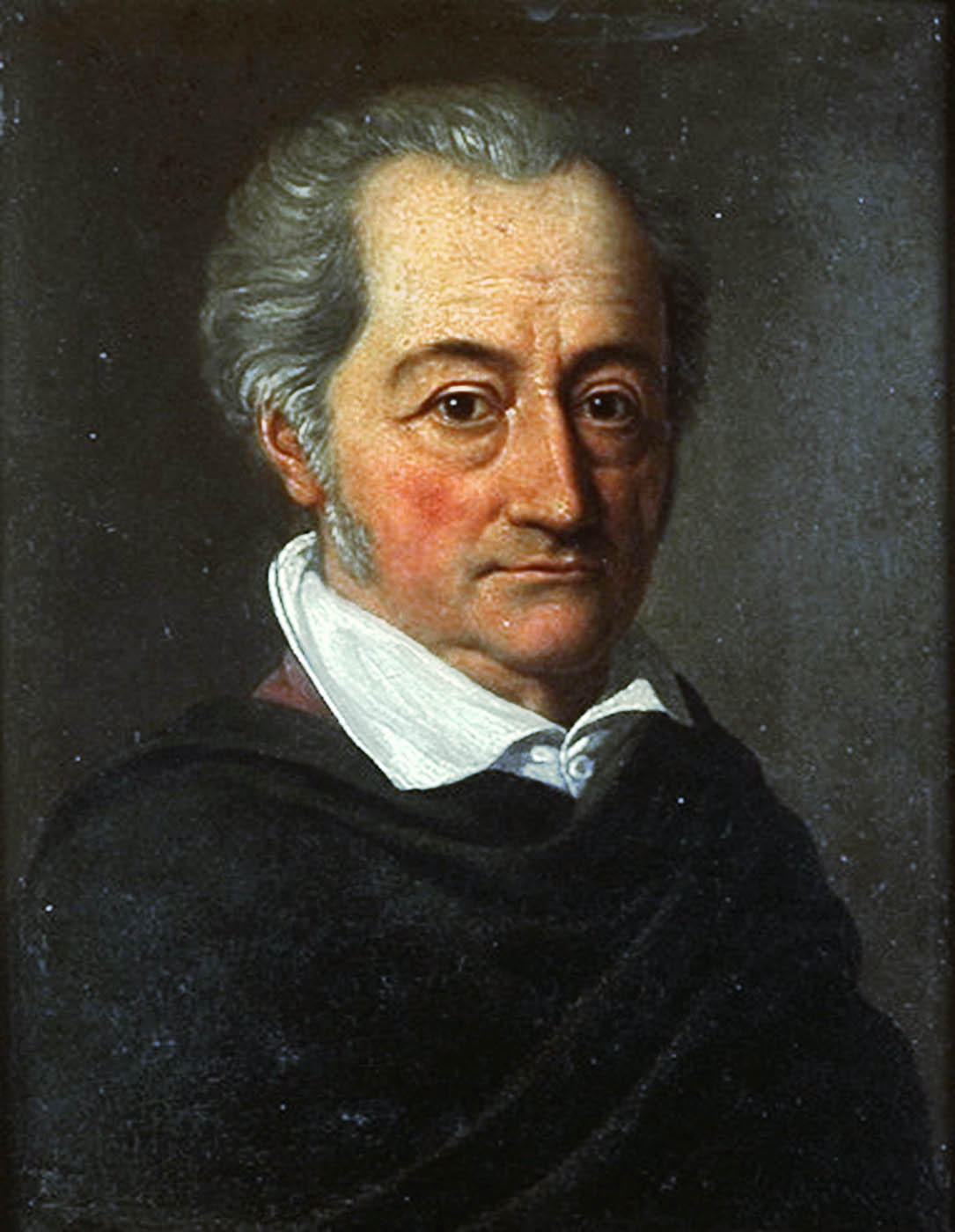
Johann Wolfgang von Goethe mit Geheimratsecken. Gemälde von Karl Josef Raabe, 1814

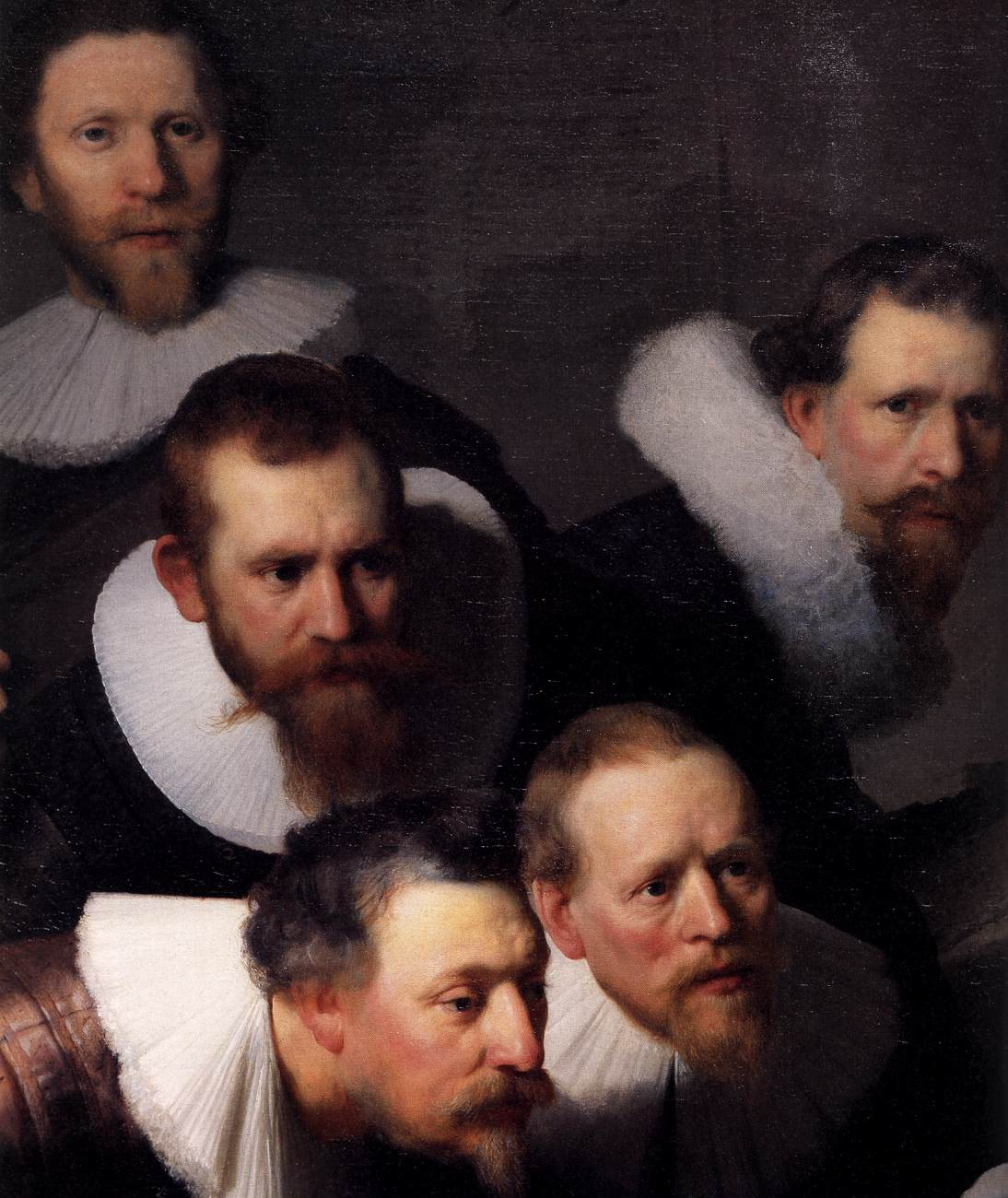
Ausschnitt aus dem Gemälde Die Anatomie des Dr. Tulp von Rembrandt (1632)

Mit Geheimratsecken wird seit dem frühen 20. Jahrhundert umgangssprachlich der Haarausfall am Haaransatz über den Schläfen eines Mannes bezeichnet. Die medizinische Bezeichnung dafür ist Calvities frontalis.

## Merkmale
Geheimratsecken sind nicht selten Anzeichen einer beginnenden Glatzenbildung (siehe auch Hamilton-Norwood-Schema) durch Entstehen einer Stirnglatze oder ein Zusammenlaufen mit der Hinterhauptglatze (Tonsur). Sie treten aber auch bei geschlossenem Haarwuchs bis ins hohe Alter regelmäßig auf. Vereinzelt entstehen sie schon in jugendlichem Alter in der Pubertät. An altgriechischen Porträts ist überliefert, dass sie schon damals als Zeichen der Würde eines ehrenvollen Alters galten.

## Wortvarianten
Die Bezeichnung spielt auf die Ehre und das Alter des frühneuzeitlichen Titels Geheimer Rat an. Sie findet heute noch Verwendung. Ein anderer – besonders im österreichischen Raum verwendeter – Ausdruck für das gleiche Phänomen ist Hofratsecken, weil der vergleichbare Titel Hofrat bis heute existiert. Insbesondere in der Schweiz ist auch die Bezeichnung Ratsherrenecken gebräuchlich. Vergleichbar ist auch Ministerwinkel. Eine weitere, ironische Bezeichnung ist Ehestandswinkel.